# Берёза (Тверская область)
Берёза — деревня в Оленинском муниципальном округе Тверской области.

## География
Находится в юго-западной части Тверской области на расстоянии приблизительно 19 км на запад по прямой от административного центра округа поселка Оленино на левом берегу речки Берёза.

## История
В 1859 году здесь (тогда погост Бельского уезда Смоленской губернии) было учтено 5 дворов, в 1939 — 15. До 2019 года входила в состав ныне упразднённого Мостовского сельского поселения.

## Население
| 2010 |
| ---- |
| 12   |

Численность населения: 22 человека (1859 год), 21 (русские 100 %) в 2002 году, 12 в 2010.

## Известные уроженцы
В Березовском погосте родился Николай Японский, основатель Японской православной церкви.

## Инфраструктура
Личное подсобное хозяйство с зоной сельскохозяйственного использования, индивидуальная застройка усадебного типа.

## Транспорт
Деревня доступна автотранспортом. Проходит автодорога 28Н-1173.